# Wasp Engineering
Wasp Engineering war ein britischer Hersteller von Automobilen.

## Unternehmensgeschichte
Geordie McAvoy gründete 1991 das Unternehmen in Boston in der Grafschaft Lincolnshire. Er begann mit der Produktion von Automobilen und Kits. Der Markenname lautete Wasp. 1993 endete die Produktion. Insgesamt entstanden etwa vier Exemplare.

## Fahrzeuge
Das einzige Modell war ein geländegängiges leichtes Fahrzeug. Anstelle einer richtigen Karosserie gab es miteinander verbundene Rohre, die auch gleichzeitig so etwas wie eine Überrollvorrichtung darstellten.